# Niveau de condensation

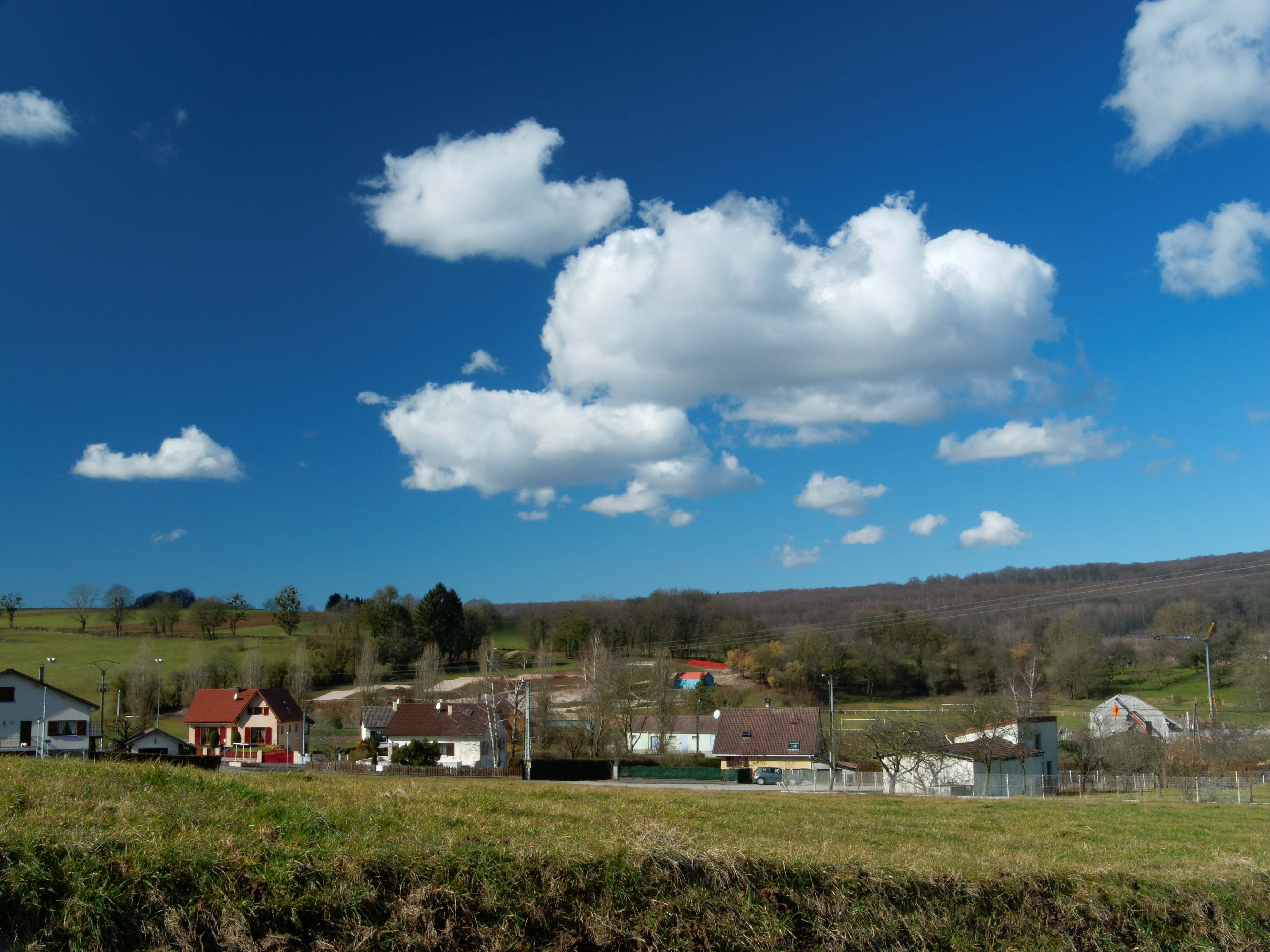
La base bien définie d'un cumulus humilis matérialise le niveau de condensation.

Le niveau de condensation en météorologie est l'altitude à laquelle l'air soumis à un mouvement ascendant (par forçage mécanique pour le niveau de condensation par ascension, et forçage thermique pour le niveau de condensation par convection) devient saturé et mène à la formation de gouttelettes de nuages. 

## Principe

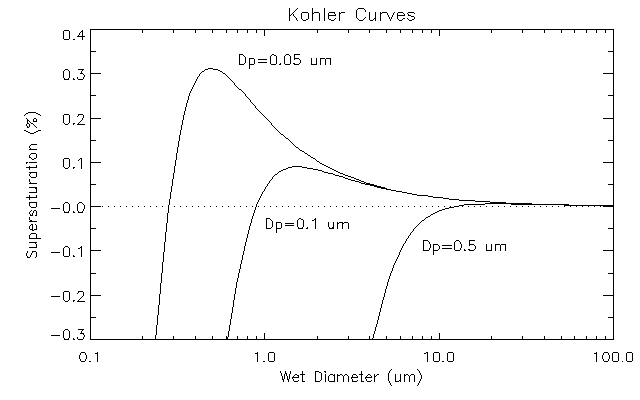
Courbe de Köhler de la sursaturation en pourcentage versus le diamètre des gouttelettes de nuage avec un noyau de condensation de NaCl. La sursaturation est nécessaire pour que ces dernières continuent à grossir passé le diamètre critique indiqué par le pic

Une parcelle d'air soulevée est soumise à une diminution de pression dans l'environnement. Cela se traduit par une diminution de sa température selon la loi des gaz parfaits. La condensation de la vapeur d'eau en gouttelettes devrait en principe débuter lorsque la pression de vapeur saturante est atteinte, soit lorsque la température de la parcelle atteint le point de rosée de la parcelle. Cependant, dans de l'air pur, où il n'y aurait aucune poussière ou ion, il faudrait atteindre une sursaturation de 500 % avant que la vapeur d'eau ne forme des gouttes à cause de la tension superficielle de l'eau. 
Ce genre de sursaturation ne se rencontre pas dans l'atmosphère terrestre où les mesures ont montré qu'elle ne dépasse pas 1 %. Des noyaux de condensation, comme des poussières hygroscopiques ou des grains de sel, vont absorber la vapeur d'eau et la solution chimique obtenue abaissera la tension de surface nécessaire pour former une goutte. La sursaturation n'aura alors besoin d'être que de quelques dixièmes de 1 % pour mener à la formation de gouttes de nuage.
Le niveau de condensation sera donc réellement légèrement supérieur à l'altitude où la parcelle d'air soulevée atteint la saturation. La différence est cependant négligeable par rapport à l'erreur sur la mesure de la température de l'air et de son humidité relative dans la plupart des cas.